# Спишки Штврток
Спишки Штврток (слч. Spišský Štvrtok) насељено је мјесто са административним статусом сеоске општине (слч. obec) у округу Љевоча, у Прешовском крају, Словачка Република.

## Становништво
| Година:    | 1994. | 2004.   | 2014.   | 2024.   |
| ---------- | ----- | ------- | ------- | ------- |
| Број људи: | 2224  | 2339    | 2453    | 2612    |
| Разлика:   |       | +5,17 % | +4,87 % | +6,48 % |

| Година:    | 2023. | 2024.   |
| ---------- | ----- | ------- |
| Број људи: | 2584  | 2612    |
| Разлика:   |       | +1,08 % |

Према подацима о броју становника из 2011. године насеље је имало 2.441 становника.

## Познате личности
- Микулаш Дзуринда, словачки политичар, бивши премијер Словачке